# Hauszmann–Gschwindt-kastély
A Hauszmann–Gschwindt-kastély egy neobarokk műemlék épület, amely Velencén található, parkjában védett növényekkel.

## Története
Velencén három kastélyépület is köthető a Meszleny család nevéhez.(A Meszleny-Wenckheim-kastély, amely ma a könyvtárnak és a házasságkötő teremnek ad otthont, a Hauszmann-Gschwindt-kastély magánkézben, lezárva, valamint a Meszleny- vagy Meszlényi-kastély, amely multifunkcionális látogatóközponttá alakul.) 
A nemesi család ősi kúriája a XVIII. században épült, Meszleny (II.) János (1743-1794) idején, melynek főhomlokzatát klasszicista stílusban fia, Meszleny Ferenc (1768-1854) idején átépítették. 
A pákozdi ütközet alatt, 1848-ban a kastélyban volt a magyar sereg főhadiszállása.
Meszleny Ferenc leszármazottai birtokrészeiket fokozatosan eladták, majd a régi családi kúriát is megvásárolta a Burchard család. A família 1891-ben kapott nemességet Konrád és Gusztáv velencei birtokosok révén, akik ekkortól a Burchard-Bélaváry nevet használták. Bélaváry Burchard Rezsőtől 1910-ben vásárolta meg a birtokot Hauszmann Alajos műépítész, a magyar historizmus egyik legnagyobb mestere. Hauszmann a korábbi vélekedésekkel ellentétben nem építette át a kastélyt, megtartotta klasszicista főhomlokzatot és barokk kerti homlokzatot mutató épületet (lásd itt), melyet elsősorban fia, Jenő használt, 1918-ban a kastélyt fiának is ajándékozta. A neves építész 1926. július 31-én bekövetkezett halála után fia, a budafoki gyáriparos Gschwindt családnak adta el a kastélyt, ami miatt anyja egy időre gyámság alá helyeztette. A kastélyt a Gschwindt család Pogány Móric és Tőry Emil tervei alapján 1927-28-ban építette át neobarokk stílusban (lásd itt) a Grassalkovich kastélyok példáját követve. A kastély belső kialakításában Falus Elek közreműködött.
Az épületet 1954-ben államosították, a dohányipari szakszervezeté lett, 1962-től az Élelmiszeripari Dolgozók Országos Szövetségének (ÉDOSZ) üdülője volt. A terület olyan épületcsoportot takar, amelynek legértékesebb eleme ez a kastély. Az épület belsejének egy része máig megmaradt eredeti állapotában: az előcsarnokban neobarokk kandalló áll, a mennyezetet stukkók borítják. Az emeletre szépen faragott falépcső vezet fel. A díszterem mennyezetét is stukkók díszítik, a sarokban az eredeti majolika kályha áll. A területen fellelhető többi épület állapota rossz. A kastélyparkban védett hárs és gesztenyefák találhatóak, de a kertet benőtte a gaz és egyéb gyom. A park le van zárva, nem látogatható, mivel a szakszervezet 2008-ban eladta az épületet.
Az előcsarnokban álló neobarokk fa kandallókeretet feltehetően 2020 nyár végén ismeretlenek kibontották a falból és ismeretlen helyre elszállították, valószínűsíthetően ellopták, de 2021 őszén megtalálták. A tettesek után nyomoznak.

## Érdekesség
A kastély parkjában és teraszán forgatták 1934-ben  Az új rokon című magyar film egyes jeleneteit, amelynek főszereplői Perczel Zita  és Delly Ferenc voltak. A filmet Gaál Béla rendezte.

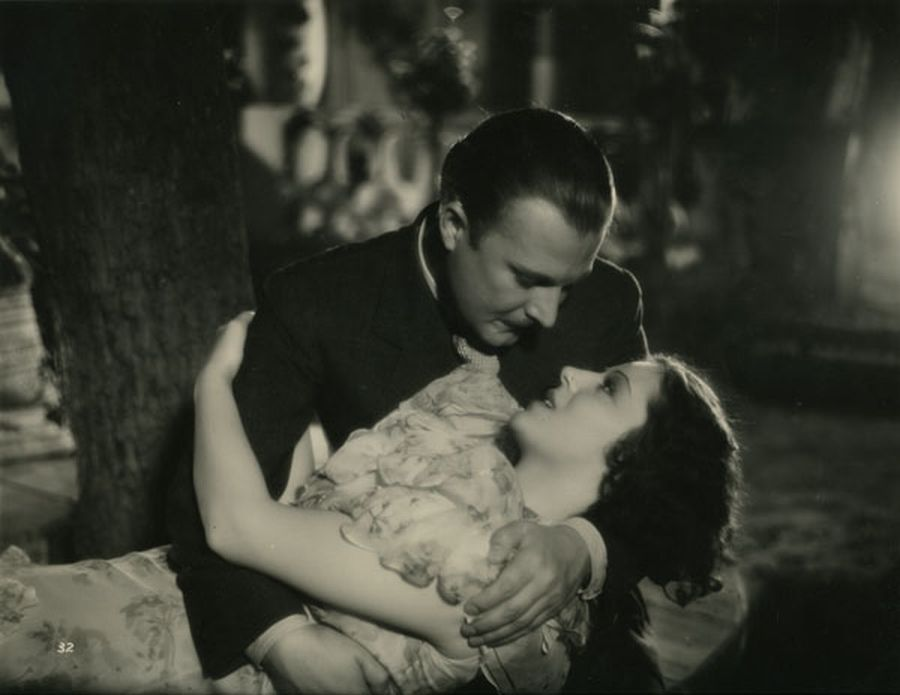
Az új rokon című film főszereplői: Perczel Zita és Delly Ferenc

A Budapesti Hírlap, 1934. június 26-i lapszáma (54. évfolyam, 142. szám) a forgatás utolsó napjáról így tudósított:

„(Perczel Zita életveszedelemben.) Szombaton készítették el Csathó Kálmán Az új rokon című vígjátékának utolsó felvételét a velencei Gschwindt-kastély melletti parkban. A szcenárium szerint Perczel Zita, az új rokon, szerelmében csalódva, felugrik a kastély bejárata előtt álló homokfutó bakjára, ostorral rácsap a lóra és kivágtat az állomásra, hogy a vonatot elérje. A felvétel túl reálisan sikerült, amennyiben Perczel Zita, valóban igen erősen rácsapott a lóra, amely a könnyű homokfutó-kocsit elragadta. GaáI Béla rendező, aki a technikai személyzettel egy autón ült, amelyből a felvételeket kellett volna elkészíteni, az autóval a robogókocsi után rohant, a sofőr igen ügyesen az autót a kis kocsi mellé kormányozta és Gaál Béla átugrott a homokfutó ülésére, kivette a rémült színésznő kezéből a gyeplőt és így! sikerült a megvadult lovat megfékezni. Csak azután sikerült a felvételt — természetesen más lóval — elkészíteni.”

## Képgaléria

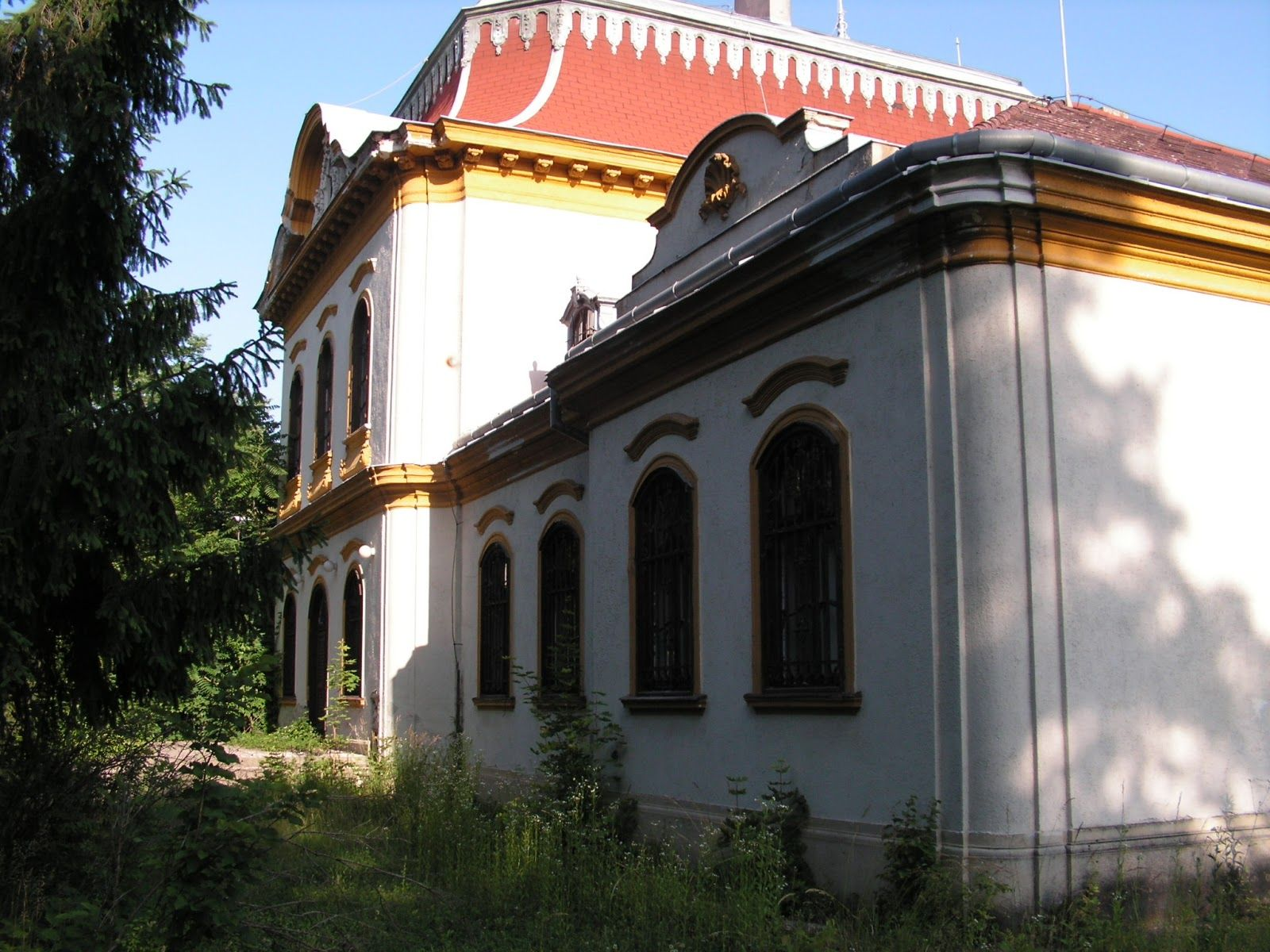
Hauszmann-Gschwind-kastély
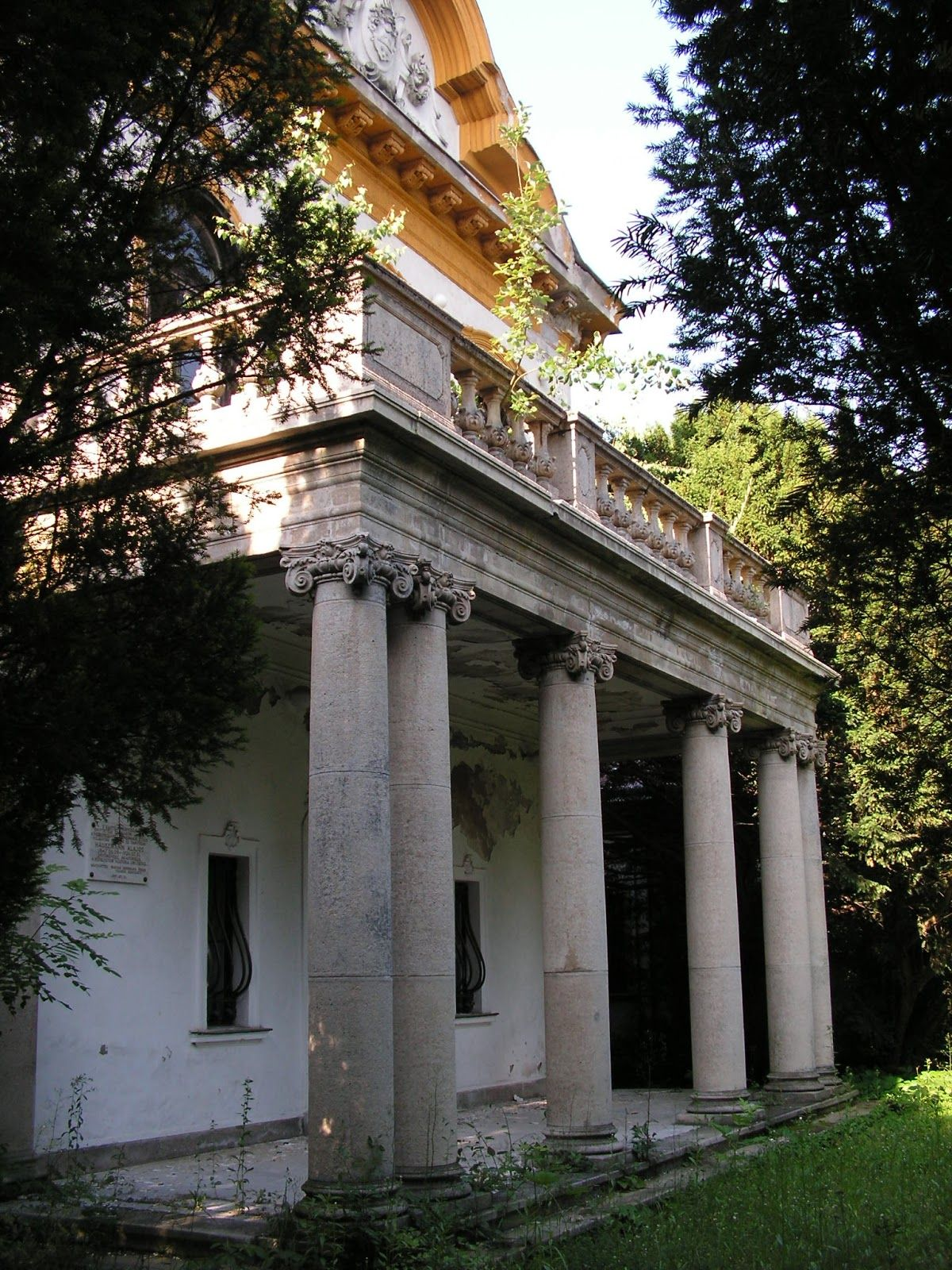
Hauszmann-Gschwind-kastély